# Гольдман, Иосиф Адольфович
Иосиф Адольфович Гольдман (26 декабря 1937, Москва — 10 октября 2020) — советский и российский инженер-технолог, сценарист, продюсер, режиссёр.

## Биография
Иосиф Гольдман родился в Москве, в семье врачей.
С 1954 по 1959 годы году учился в Московском институте народного хозяйства им. Г. В. Плеханова (Российский экономический университет имени Г. В. Плеханова) по специальности инженер-технолог, по окончании которого работал в Институте органической химии.
В 1960-х годах работал в отделе технической пропаганды Министерства бытового обслуживания населения, одновременно с этим обучался заочно на редакторском факультете Московский государственный университет печати.
С 1963 года стал сотрудничать с телевидением в качестве сценариста. В частности, был автором сценариев отдельных выпусков и сюжетов для киножурнала «Фитиль», телевизионных программ «Кабачок „13 стульев“», «Клуб путешественников», «Утренняя почта» и других тематических и юмористических программ для молодёжной и литературно-драматической редакций телевидения.
В это же время стал одним из ведущих сценаристов советской рекламы. Автор рекламных и документальных фильмов, которые были реализованы на киностудиях: «Мосфильм», «Центрнаучфильм», «Киевнаучфильм», «Леннаучфильм», киностудия имени М. Горького, «ЭстРекламФильм», «Таллинфильм», «Молдова-фильм» и других. За 30 лет создал порядка 2500 рекламных и имиджевых фильмов.
Рекламные фильмы и сюжеты по сценариям Иосифа Гольдмана были неоднократно отмечены на фестивалях рекламы в СССР и в других странах.
В 1993 году основал собственную студию «Уникум», где создавал как рекламные, так и документально-публицистические фильмы на актуальные темы.
В начале 2000-х создал студию IDD, в которой до конца жизни являлся директором, продюсером и сценаристом. На студии IDD создал ряд фильмов в новой манере видеоколлажей и инсталляций, на темы, которые подсказывает сама жизнь, по серьёзным проблемам современности. Многие из фильмов неоднократно были отмечены на внутрироссийских и международных фестивалях. Среди них — «Похищение Европы» (первый приз на международных фестивалях «Независимое кино 2006 года» в Нью-Йорке и Лос-Анджелесе) и «Сладкая смерть» (первый приз на международных фестивалях «Независимое кино 2008 года» в Нью-Йорке и Лос-Анджелесе).
Фильмы Иосифа Адольфовича Гольдмана демонстрировались на российских и зарубежных телевизионных каналах.
Член комитета московских драматургов, вице-президент Союза парикмахеров и косметологов России.
Скончался И. А. Гольдман 10 октября 2020 года от COVID-19. Похоронен на Востряковском кладбище Москвы.

## Личная жизнь
Супруга — Долорес Гургеновна Кондрашова (1936—2023).

## Фильмография
- 2015 — Двойной счёт
- 2015 — Джамбул навсегда
- 2014 — Лех леха (Lech Lecha), 47 мин., (израильский фестиваль фильмов, созданных режиссёрами-репатриантами «КинОле»)[2]
- 2014 — Место под солнцем
- 2014 — Всем по секрету, 23 мин.
- 2013 — Прекрасный новый день (A Fine New Day), 14 мин.
- 2012 — Из глубины (From the deep), 15 мин.
- 2012 — Детская болезнь левизны (Children’s illness of leftism)
- 2010 — Как делают идолов (How Idols are Made), док., 46 мин.,
- Страна вне времени и пространства (The Country beyond space end time), 28 мин.
- Сага о Блэкхоле (BlackHole Saga), 28 мин.
- Лицо Земли (Face of the Earth), 28 мин.
- Без Америки (The World without America), 25 мин.
- Красная площадь — театр истории (Red Square — the theater of history), 16 мин.
- Легенды русского балета (Legends of Russian Ballet), 48 мин
- Похищение Европы (The abduction of Europe), 26 мин
- Сладкая смерть (Sweet death), 42 мин.
- Сталину — с любовью (To Stalin — with Love…), 12 мин.
- Шантаж милосердием (Blackmail by Mercy), 32 мин.
- Экспресс Россия (Express Russia), 52 мин.
- Страна Мечтателей (The Land of Dreamers), 26 мин.
- Как пьют в России (How They Drink in Russia), 26 мин.